# Konakovsky (huyện)
Huyện Konakovsky (tiếng Nga: Конаковский райо́н) là một huyện hành chính tự quản (raion), của Tỉnh Tver, Nga. Huyện có diện tích 2071 km², dân số thời điểm ngày 1 tháng 1 năm 2000 là 52200 người. Trung tâm của huyện đóng ở Konakovo.